# 湖南工程学院应用技术学院
27°50′54″N 112°55′24″E / 27.848259°N 112.92336°E
湖南工程学院应用技术学院，位于湖南省湘潭市岳塘区书院路17号，为湖南工程学院旗下院校。

## 历史
2002年，湖南工程学院应用技术学院建立，基础是原来1951年湖南工程学院南校区。

## 学校院系
湖南工程学院应用技术学院拥有20多个专业。
- 电气工程及其自动化
- 电子信息工程自动化
- 电子科学与技术
- 计算机科学与技术
- 通信工程
- 机械设计制造及其自动化
- 材料成型与控制工程
- 测控技术与仪器
- 工业设计
- 生物工程
- 应用化学
- 土木工程
- 建筑环境与设备工程
- 英语
- 会计学
- 物流管理
- 旅游管理
- 市场营销
- 工商管理
- 经济学
- 人力资源管理
- 服装设计与工程
- 艺术设计
- 广告学

## 院训
锲而不舍，敢为人先。